# Andrena carolina
Andrena carolina är en biart som beskrevs av Henry Lorenz Viereck 1909. Den ingår i släktet sandbin och familjen grävbin. Inga underarter finns listade i Catalogue of Life.

## Beskrivning
Ett bi med svart grundfärg och påtagligt smal midja. Behåringen på huvud, mellankropp och bakkropp är blekt ockrafärgad hos honan, gråvit med dragning åt gult hos hanen. Bakkroppens behåring är mycket gles, hos honan med antydningar till hårband på bakkroppssegmentens framkanter. På baklåren har honan pollenkorgar med relativt tunn hårväxt som hon använder till insamling av pollen. Honan har en kroppslängd av omkring 9 mm, hanen omkring 8 mm.

## Ekologi
Släktets medlemmar är solitära bin som bygger underjordiska larvbon. Även om de inte är samhällsbyggande, kan flera honor placera sina bon i närheten av varandra. Denna art är oligolektisk, den är en födospecialist som främst besöker familjen ljungväxter, då i synnehet blåbärssläktet. Den har emellertid även observerats på andra familjer som korgblommiga växter och berberisväxter. Aktivitetsperioden varar från april till juli.

## Utbredning
Utbredningsområdet omfattar östra Nordamerika från Nova Scotia över New England till Minnesota i väster, Tennessee, North Carolina och Georgia i söder.